# Araneus blumenau
Araneus blumenau är en spindelart som beskrevs av Levi 1991. Araneus blumenau ingår i släktet Araneus och familjen hjulspindlar. Inga underarter finns listade i Catalogue of Life.